# Gornozavodskij rajon
Il Gornozavodskij rajon (in russo Горнозаводский район?) è un municipal'nyj rajon (муниципальный округ) del Territorio di Perm', in Russia; il centro amministrativo è la città di Gornozavodsk.
I fiumi Vil'va, Vižaj, Kojva e il corso superiore dell'Us'va attraversano il territorio del distretto.